# منطق چند-ارزشی
در منطق، منطق چند-ارزشی یک حساب گزاره ای است که در آن بیش از دو ارزش درستی وجود دارد. به‌طور سنتی، در حسابان منطقی ارسطو، فقط دو مقدار ممکن (یعنی "درست" و "غلط") برای هر گزاره وجود داشت. منطق دو-ارزشی کلاسیک ممکن است به منطق n-ارزشی برای n بزرگتر از ۲ گسترش یابد. محبوب‌ترین آنها در ادبیات سه ارزشی هستند (به عنوان مثال، جان لوکاسیویز و کلینی، که مقادیر "درست"، "غلط" و "ناشناخته" را قبول دارند)، محدود-ارزشی (به‌طور محدود-چند-ارزشی) با بیش از سه مقدار، و نامحدود-ارزشی (به‌طور نامحدود-چند-ارزشی)، مانند منطق فازی و منطق احتمالی.